# Szkoła z Pont-Aven

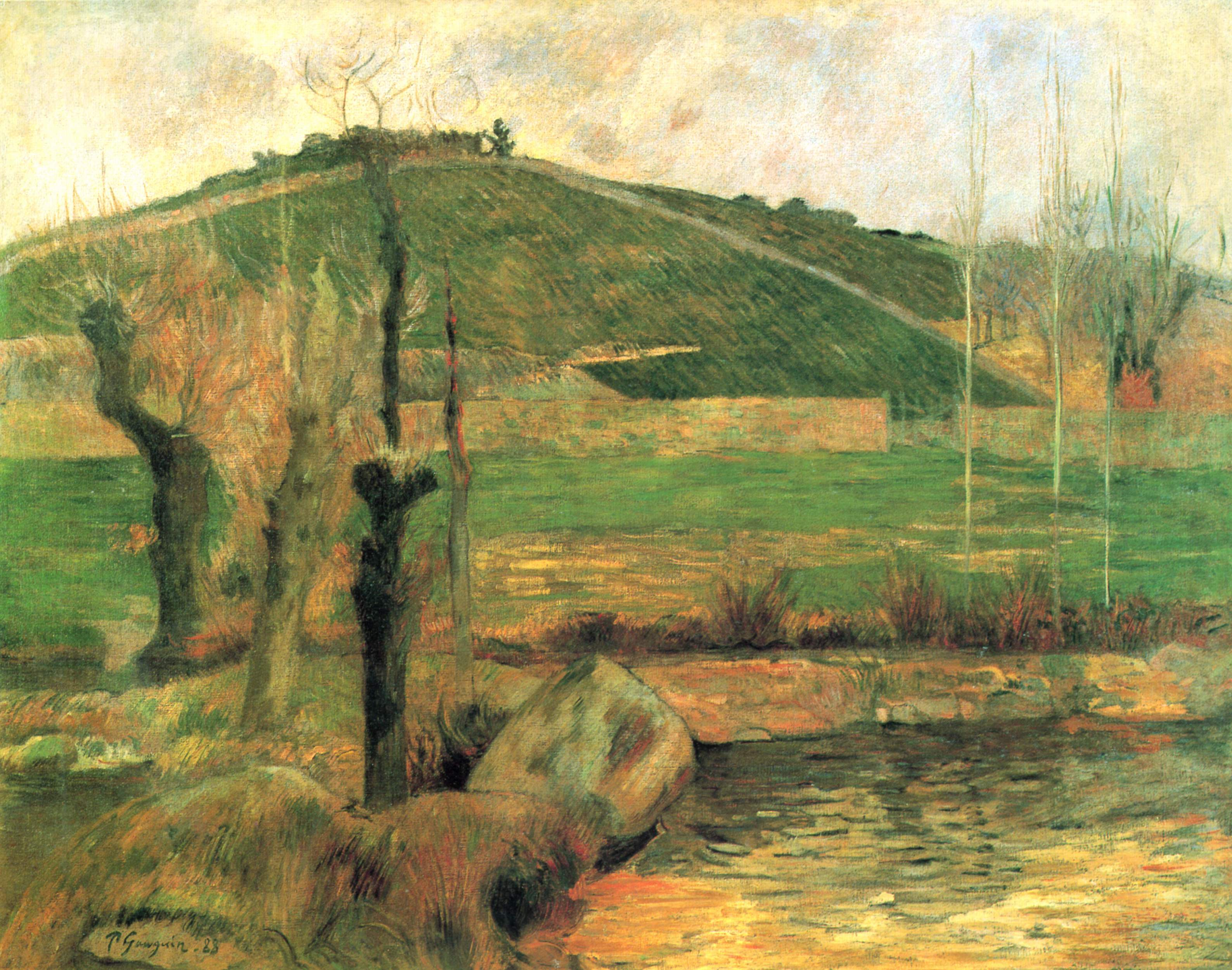
Paul Gauguin, Widok na Sainte-Marguerite z okolic Pont-Aven, 1888

Szkoła z Pont-Aven (fr. École de Pont-Aven) – nazwa nadana grupie artystów skupionych wokół Paula Gauguina. Działali oni w latach 1888–1890 w Bretanii – głównie w Pont-Aven i Le Pouldu.
Należeli do niej m.in. Émile Bernard, Paul Sérusier, Charles Filiger, Henry Moret, Maxime Maufra, Ernest de Chamaillard, Charles Laval, Robert Bevan, Ferdinand du Puigeaudeau. Przyciągała również cudzoziemców jak Duńczyk Mogens Ballin, Irlandczyk Roderic O'Conor, Holendrzy Jan Verkade i Jacob Meyer de Haan, Szwajcar Cuno Amiet, a także Władysław Ślewiński.
W reprezentowanych przez nich tendencjach symbolicznych poszukiwali podstaw i inspiracji w sztuce archaicznej i ludowej, z których wątki pojawiają się w ich pracach. Stosowali łączną metodę syntetyzmu i kluazonizmu zapoczątkowaną w 1887 (É. Bernard i L. Anquetin), a ostatecznie ukształtowaną przez Gauguina w 1888. Kluazonizm polegał na malowaniu czystymi plamami koloru, obwiedzionymi konturem, co przypominało średniowieczne witraże i emalie komórkowe (fr. émail cloisonné). Syntetyzm wyrażał się w odejściu od studium natury, zaniechaniu zasady perspektywy i zdecydowanym uproszczeniu formy sięgającym deformacji; miało to służyć wydobywaniu symbolicznego znaczenia przedstawianego obiektu.
Mieli bezpośrednie związki z nabistami. W 1889 urządzili własną wystawę (Exposition de Peinture du Groupe Impressionniste et Synthétiste) w paryskiej kawiarni „Volpini”. Wyjazd Gauguina na Tahiti w 1891 zakończył działalność grupy, choć niektórzy członkowie podtrzymywali jej tradycje.